# Grzegorz Królikowski
Grzegorz Królikowski (zm. w 1663 roku) – archidiakon sądecki od 1647 roku, oficjał foralny w Nowym Sączu od 1638 roku, dziekan kapituły sądeckiej od 1626 roku, proboszcz w Grybowie i Dobczycach